# ATSV Rheinau
Der ATSV Rheinau (voller Name Arbeiter-Turn- und Sportverein Rheinau) war ein Arbeitersportverein aus dem Mannheimer Stadtteil Rheinau. Die Fußballmannschaft des Vereins nahm in der Weimarer Republik am Spielbetrieb und an den Meisterschaftsrunden des ATSB teil.

## Geschichte
Der Verein wurde 1901 im Mannheimer Industrievorort Waldau gegründet. Er gehörte zum ATSB-Regionalverband Spielvereinigung Baden, Pfalz, Saar, dessen Vereine im 10. ATSB-Kreis spielten.
In der Spielzeit 1921/22 wurde der ATSV Rheinau Meister des 10. ATSB-Kreises. Im Halbfinale der süddeutschen Verbandsmeisterschaft schlug der Verein die FT Frankfurt-Westend mit 4:1 und im süddeutschen Endspiel am 25. Juni 1922 in Stuttgart den BSC München mit 3:1. Hierdurch qualifizierte sich der ATSV Rheinau für die reichsweite ATSB-Endrunde, unterlag aber im Halbfinale dem BV Kassel 06 mit 1:3.
In der folgenden Spielzeit 1922/23 wurde der ATSV Rheinau erneut Meister des 10. ATSB-Kreises und konnte im Halbfinale der süddeutschen Meisterschaft die FT Frankfurt-Westend mit 2:1 schlagen. Im süddeutschen Endspiel am 27. Mai 1923 in Stuttgart unterlag der Verein dem BSC München mit 3:1. Der ATSV Rheinau protestierte wegen eines nicht gegebenen Elfmeters gegen die Wertung des Spiels. Daraufhin wurde ein Wiederholungsspiel angesetzt, zu dem der BSC München nicht antrat. Rheinau wurde daraufhin zum süddeutschen Verbandsmeister erklärt und zog ins Halbfinale der ATSB-Bundesmeisterschaft ein. In diesem unterlag der ATSV Rheinau dem späteren Meister VfL Leipzig-Stötteritz mit 1:3.
Nach der Machtergreifung der Nationalsozialisten wurde der Verein 1933 verboten und aufgelöst.